# Кудря, Сергей Анатольевич
Сергей Анатольевич Кудря (укр. Сергій Анатолійович Кудря; род. 1982) — украинский спортсмен; Мастер спорта Украины международного класса по пулевой стрельбе (2007); работник милиции.

## Биография
Родился 18 октября 1982 года в селе Раденск Цюрупинского района Украинской ССР.
Воспитанник ДЮСШ № З Херсона. В 2005 году окончил Херсонское высшее училище физической культуры. В 2009 году — факультет физического воспитания и спорта Херсонского государственного университета.
Представлял Херсонскую Школу высшего спортивного мастерства спортивного общества «Динамо». С 2004 года входит в основной состав сборной команды Украины по пулевой стрельбе. Был включён в основную группу сборной команды Украины по подготовке к Олимпийским играм 2012 года в Лондоне. Тренеры — Владимир Езерский и Нина Маслова.
В 2010 году Сергей Кудря был удостоен стипендии Президента Украины.

## Спортивные достижения
- 1999 год — на чемпионате Европы в Испании занял 1-е место в командном зачёте;
- 2001 год — бронзовый призёр чемпионата Украины во Львове и бронзовый призёр международного турнира в Словакии;
- 2002 год — чемпион Европы среди юниоров в Финляндии и чемпион Украины во Львове;
- 2007 год — победитель Кубка Украины, двукратный серебряный призёр Всемирной Универсиады, бронзовый призёр чемпионата Европы;
- 2009 год — чемпион Украины, бронзовый призёр чемпионата Европы и серебряный призёр Кубка мира;
- 2010 год — чемпион Украины;
- 2016 год — вице-чемпион из Украины по пулевой стрельбе, на чемпионате Европы по стрельбе в Норвегии в составе команды завоевал серебряную медаль (вместе с Иваном Бедняком[укр.] из Днепропетровска и Олегом Омельчуком из Ровно).